# Renault Type AE
Der Renault Type AE war ein frühes Rennwagenmodell von Renault. Er führte zum Renault Type AF. Beide waren nur mit einem leichten, zweisitzigen Aufbau erhältlich.

## Beschreibung
Renault stellte dieses Modell 1905 als Nachfolger des Renault Type O (b) her. Die nationale Zulassungsbehörde erteilte am 10. Juni 1905 die Zulassung für den Type AF. Insgesamt entstanden vier Exemplare. Nachfolger wurde der Renault Type AK.
Ein wassergekühlter Vierzylindermotor mit 166 mm Bohrung und 150 mm Hub leistete aus 12.985 cm³ Hubraum 80 bis 90 PS. Die Motorleistung wurde über eine Kardanwelle an die Hinterachse geleitet. Die Höchstgeschwindigkeit war je nach Übersetzung mit 103 bis 129 km/h angegeben.
Die Maße sind nicht überliefert. Das Leergewicht betrug 1000 kg. 

## Autorennen
Ferenc Szisz bestritt mit dem Mechaniker Sergey Dimitriévitch einige Rennen.